# Câu lạc bộ bóng đá nữ Thái Nguyên T&T
Câu lạc bộ bóng đá nữ Thái Nguyên T&T là một câu lạc bộ bóng đá nữ Việt Nam, có trụ sở tại Thái Nguyên, Việt Nam. Đội bóng đang thi đấu tại Giải bóng đá nữ vô địch quốc gia. Sân nhà của đội là Sân vận động Thái Nguyên. Đội ra đời vào năm 2003 với tên gọi: Câu lạc bộ bóng đá nữ Thái Nguyên và tham dự Giải bóng đá nữ vô địch quốc gia vào năm đó. Đội được thành lập vào năm 2003 với tên gọi: Câu lạc bộ bóng đá nữ Thái Nguyên và tham dự Giải bóng đá nữ vô địch quốc gia vào năm đó. Câu lạc bộ được Tập đoàn T&T Group tài trợ chính thức từ năm 2019 và mang tên hiện tại gắn với tên của nhà tài trợ kể từ thời điểm đó.

## Lịch sử
Câu lạc bộ được thành lập vào năm 2003 ban đầu với tên gọi: Câu lạc bộ bóng đá nữ Thái Nguyên và tham dự Giải bóng đá nữ vô địch quốc gia vào năm đó. Trong giai đoạn từ năm 2003 đến năm 2008, đội bóng nữ xứ Chè thi đấu không thành công khi có đến năm mùa bóng họ không giành bất kỳ một chiến thắng nào cả.
Giai đoạn từ năm 2009 đến 2012, Lượt đi Giải bóng đá nữ vô địch quốc gia 2009 tổ chức trên sân nhà đó là sân Thái Nguyên từ ngày 24 tháng 3 đến ngày 11 tháng 4 năm 2009, khi đó đội xếp hạng cuối và đã chấm dứt cơn khát điểm số khi có 1 trận thắng và 1 trận hòa ở mùa bóng đó. Đội đã có nhà tài trợ để ổn định tài chính về sau này. Công ty Cổ phần Gang thép Thái Nguyên (TISCO) là nhà tài trợ đầu tiên cho đội bóng nữ xứ Chè và qua đó Câu lạc bộ bóng đá nữ Thái Nguyên đổi tên thành Câu lạc bộ bóng đá nữ Gang Thép Thái Nguyên kể từ ngày 18 tháng 4 năm 2009. Vào năm 2010, Huấn luyện viên Đỗ Thị Thủy của đội nữ Gang Thép Thái Nguyên tử nạn khi đang nghỉ phép sau khi kết thúc lượt đi mùa bóng 2010.
Tháng 11 năm 2019, câu lạc bộ được Tập đoàn T&T Group tiếp quản.
Tháng 5 năm 2022, câu lạc bộ đã gây chú ý khi ký hợp đồng chuyên nghiệp với ba cầu thủ, đây là những hợp đồng chuyên nghiệp đầu tiên được ký kết với các nữ cầu thủ bóng đá tại Việt Nam.
Tháng 3 năm 2024, Thái Nguyên T&T đã công bố các bản hợp đồng lớn tiếp theo khi ký với Quả bóng vàng 2023 Trần Thị Kim Thanh, Quả bóng đồng Nguyễn Thị Bích Thùy cùng với tuyển thủ Trần Thị Thu để lần đầu tiên giành được huy chương đồng Giải bóng đá nữ Vô địch Quốc gia vào cuối mùa giải năm đó.

## Tên gọi
- 2003-2008: Thái Nguyên
- 2009-2012: Gang Thép Thái Nguyên
- 2013-2019: TNG Thái Nguyên
- 2020-nay: Thái Nguyên T&T

## Đội hình
Tính đến Cúp Quốc gia 2024
Ghi chú: Quốc kỳ chỉ đội tuyển quốc gia được xác định rõ trong điều lệ tư cách FIFA. Các cầu thủ có thể giữ hơn một quốc tịch ngoài FIFA.
| Số | VT | Quốc gia | Cầu thủ                |
| -- | -- | -------- | ---------------------- |
| 1  | TM | Việt Nam | Trần Thị Kim Thanh     |
| 5  | HV | Việt Nam | Lê Hoài Lương          |
| 6  | TV | Việt Nam | Hoàng Thị Ngọc Ánh     |
| 7  | TV | Việt Nam | Nguyễn Thị Bích Thùy   |
| 8  | TĐ | Việt Nam | Ngọc Minh Chuyên       |
| 9  | TĐ | Việt Nam | Lò Thị Hoài            |
| 10 | TV | Việt Nam | Trần Thị Kim Anh       |
| 11 | TĐ | Việt Nam | Mai Diệu Thương        |
| 12 | TV | Việt Nam | Trần Thị Nhung         |
| 14 | TĐ | Việt Nam | Nguyễn Ngô Thảo Nguyên |
| 15 | TV | Việt Nam | Lường Thị Thu Phương   |

| Số | VT | Quốc gia | Cầu thủ             |
| -- | -- | -------- | ------------------- |
| 16 | HV | Việt Nam | Nguyễn Thị Nga      |
| 17 | HV | Việt Nam | Lưu Như Quỳnh       |
| 18 | HV | Việt Nam | Nguyễn Thu Trang    |
| 19 | HV | Việt Nam | Đèo Ky Chun         |
| 22 | TM | Việt Nam | Lê Trịnh Khánh Linh |
| 23 | TV | Việt Nam | Dương Trần Bảo Trân |
| 25 | HV | Việt Nam | Nguyễn Thị Mỹ Anh   |
| 28 | HV | Việt Nam | Trần Thị Thúy Nga   |
| 31 | TM | Việt Nam | Trần Thị Vân Anh    |
| 68 | HV | Việt Nam | Trần Thị Thu        |
| 98 | TV | Việt Nam | Hoàng Thị Biển      |

## Huấn luyện viên
| Các huấn luyện viên trưởng của Thái Nguyên T&T \| - 2003-2006: Trần Đỗ Quang - 2007-2009: Đoàn Việt Triều - 2010: Đỗ Thị Thủy - 5/2010-09/2024: Đoàn Việt Triều - 10/2024-nay: Văn Thị Thanh \| |
| - 2003-2006: Trần Đỗ Quang - 2007-2009: Đoàn Việt Triều - 2010: Đỗ Thị Thủy - 5/2010-09/2024: Đoàn Việt Triều - 10/2024-nay: Văn Thị Thanh                                                      |

## Đội trưởng
| Các đội trưởng của Thái Nguyên T&T \| - 2003 - 2017: Nguyễn Hải Hòa - 2017 - 2024: Trần Thị Thúy Nga - 2024 - nay: Trần Thị Kim Thanh \| |
| - 2003 - 2017: Nguyễn Hải Hòa - 2017 - 2024: Trần Thị Thúy Nga - 2024 - nay: Trần Thị Kim Thanh                                          |

## Danh hiệu

### Danh hiệu trong nước
- Vô địch Quốc gia

 Huy chương đồng (1): 2024
Giải phong cách (4): 2013, 2017, 2021, 2022
- Cúp Quốc gia

 Á quân (1): 2024
 Hạng ba (1): 2019
- U19

 Hạng ba (6): 2007, 2008, 2009, 2022, 2024, 2025

#### Cá nhân
- Vô địch Quốc gia

Vua phá lưới (1): Nguyễn Thị Đăng vào năm 2014 với 6 bàn thắng.

## Thành tích tại Giải Vô địch Quốc gia
| Thành tích của Thái Nguyên T&T tại Giải Vô địch Quốc gia | Thành tích của Thái Nguyên T&T tại Giải Vô địch Quốc gia | Thành tích của Thái Nguyên T&T tại Giải Vô địch Quốc gia | Thành tích của Thái Nguyên T&T tại Giải Vô địch Quốc gia | Thành tích của Thái Nguyên T&T tại Giải Vô địch Quốc gia | Thành tích của Thái Nguyên T&T tại Giải Vô địch Quốc gia | Thành tích của Thái Nguyên T&T tại Giải Vô địch Quốc gia | Thành tích của Thái Nguyên T&T tại Giải Vô địch Quốc gia | Thành tích của Thái Nguyên T&T tại Giải Vô địch Quốc gia |
| Năm                                                      | Thành tích                                               | St                                                       | T                                                        | H                                                        | B                                                        | Bt                                                       | Bb                                                       | Điểm                                                     |
| -------------------------------------------------------- | -------------------------------------------------------- | -------------------------------------------------------- | -------------------------------------------------------- | -------------------------------------------------------- | -------------------------------------------------------- | -------------------------------------------------------- | -------------------------------------------------------- | -------------------------------------------------------- |
| 2003                                                     | Thứ 6                                                    | 10                                                       | 0                                                        | 0                                                        | 10                                                       | 3                                                        | 35                                                       | 0                                                        |
| 2004                                                     | Thứ 6                                                    | 10                                                       | 0                                                        | 2                                                        | 8                                                        | 8                                                        | 27                                                       | 2                                                        |
| 2005                                                     | Thứ 6                                                    | 10                                                       | 0                                                        | 0                                                        | 10                                                       | 7                                                        | 38                                                       | 0                                                        |
| 2006                                                     | Thứ 6                                                    | 10                                                       | 0                                                        | 0                                                        | 10                                                       | 2                                                        | 33                                                       | 0                                                        |
| 2007                                                     | Thứ 6                                                    | 10                                                       | 0                                                        | 0                                                        | 10                                                       | 2                                                        | 33                                                       | 0                                                        |
| 2008                                                     | Thứ 6                                                    | 10                                                       | 0                                                        | 0                                                        | 10                                                       | 5                                                        | 34                                                       | 0                                                        |
| 2009                                                     | Thứ 6                                                    | 10                                                       | 1                                                        | 1                                                        | 8                                                        | 4                                                        | 22                                                       | 4                                                        |
| 2010                                                     | Thứ 6                                                    | 10                                                       | 0                                                        | 4                                                        | 6                                                        | 8                                                        | 22                                                       | 4                                                        |
| 2011                                                     | Thứ 5                                                    | 10                                                       | 1                                                        | 1                                                        | 8                                                        | 2                                                        | 18                                                       | 4                                                        |
| 2012                                                     | Thứ 6                                                    | 10                                                       | 1                                                        | 1                                                        | 8                                                        | 9                                                        | 32                                                       | 4                                                        |
| 2013                                                     | Thứ 5                                                    | 10                                                       | 0                                                        | 2                                                        | 8                                                        | 2                                                        | 24                                                       | 2                                                        |
| 2014                                                     | Thứ 4                                                    | 10                                                       | 3                                                        | 4                                                        | 3                                                        | 11                                                       | 16                                                       | 13                                                       |
| 2015                                                     | Thứ 6                                                    | 12                                                       | 1                                                        | 4                                                        | 7                                                        | 3                                                        | 17                                                       | 7                                                        |
| 2016                                                     | Thứ 5                                                    | 14                                                       | 7                                                        | 0                                                        | 7                                                        | 19                                                       | 23                                                       | 21                                                       |
| 2017                                                     | Thứ 5                                                    | 14                                                       | 5                                                        | 2                                                        | 7                                                        | 15                                                       | 26                                                       | 17                                                       |
| 2018                                                     | Thứ 5                                                    | 12                                                       | 3                                                        | 1                                                        | 8                                                        | 7                                                        | 24                                                       | 10                                                       |
| 2019                                                     | Thứ 5                                                    | 12                                                       | 3                                                        | 0                                                        | 9                                                        | 11                                                       | 39                                                       | 9                                                        |
| 2020                                                     | Thứ 5                                                    | 14                                                       | 4                                                        | 4                                                        | 6                                                        | 13                                                       | 30                                                       | 16                                                       |
| 2021                                                     | Thứ 4                                                    | 4                                                        | 1                                                        | 0                                                        | 3                                                        | 6                                                        | 12                                                       | 3                                                        |
| 2022                                                     | Thứ 4                                                    | 12                                                       | 5                                                        | 4                                                        | 3                                                        | 18                                                       | 10                                                       | 19                                                       |
| 2023                                                     | Thứ 5                                                    | 14                                                       | 7                                                        | 0                                                        | 7                                                        | 25                                                       | 19                                                       | 21                                                       |
| 2024                                                     | Hạng ba                                                  | 14                                                       | 9                                                        | 3                                                        | 2                                                        | 30                                                       | 7                                                        | 30                                                       |